# Hans Renzel

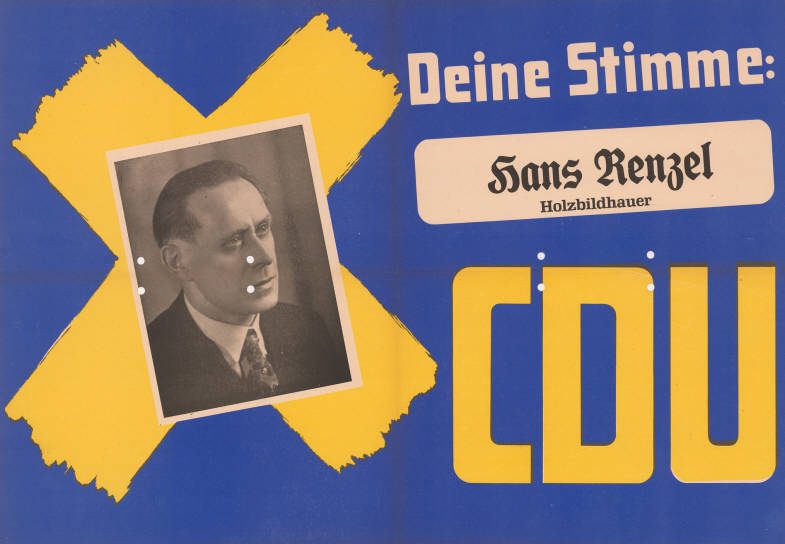
Hans Renzel auf einem Landtagswahlplakat 1950

Hans Renzel (* 16. Juli 1904 in Borken; † 14. Oktober 1958) war Holzbildhauer und Politiker zunächst der Zentrumspartei und später der CDU.

## Ausbildung und Beruf
Renzel machte eine Lehre als Holzbildhauer und besuchte ab 1922 die Kunstgewerbeschule in Essen-Rüttenscheid. Zwischen 1924 und 1925 ging er um Erfahrungen zu sammeln auf Wanderschaft und arbeitete in Köln, Stuttgart, Nagold und Lahr. Seit 1930 arbeitete Renzel als selbstständiger Holzbildhauer in Borken. 

## Politik
Renzel war Mitglied der Zentrumspartei und engagierte sich in der örtlichen Kolpingsfamilie. Außerdem war er von 1932 bis 1934 Stadtverordneter.
Nach 1945 trat Renzel der CDU bei und war von 1945 bis 1948 sowie seit 1951 Kreisvorsitzender der Partei. Er wurde erneut Mitglied des Stadtrates sowie des Kreistages des Kreises Borken. Ab Oktober 1946 bis 1952 amtierte er als Landrat.
Renzel war 1946 Mitglied des Provinzialrates Westfalen sowie 1946 und 1947 Mitglied des ernannten Landtages von Nordrhein-Westfalen. Anschließend war er bis 1954 direkt gewählter Landtagsabgeordneter für den Wahlkreis Borken-Bocholt.